# Плявиньш, Мартиньш
Мартиньш Плявиньш (латыш. Mārtiņš Pļaviņš; 8 мая 1985, Рига) — латвийский пляжный волейболист. Бронзовый призёр на Летних Олимпийских играх 2012 по пляжному волейболу. Дуэт с Янисом Шмединьшем. Латвийский знаменосец на Олимпиаде 2012. На Олимпиаде в Пекине в 2008 году занял 9-е место (в дуэте с Александром Самойловым). На Европейском чемпионате в 2010 году в дуэте с Янисом Шмединьшем завоевал бронзу. Тренер — Айгарс Берзулис (ранее Андрис Лейтис). На чемпионате мира 2011 года занял 4 место, на Европейском чемпионате 2011 года занял 5 место.